# Vattendrag i Sverige (J–L)

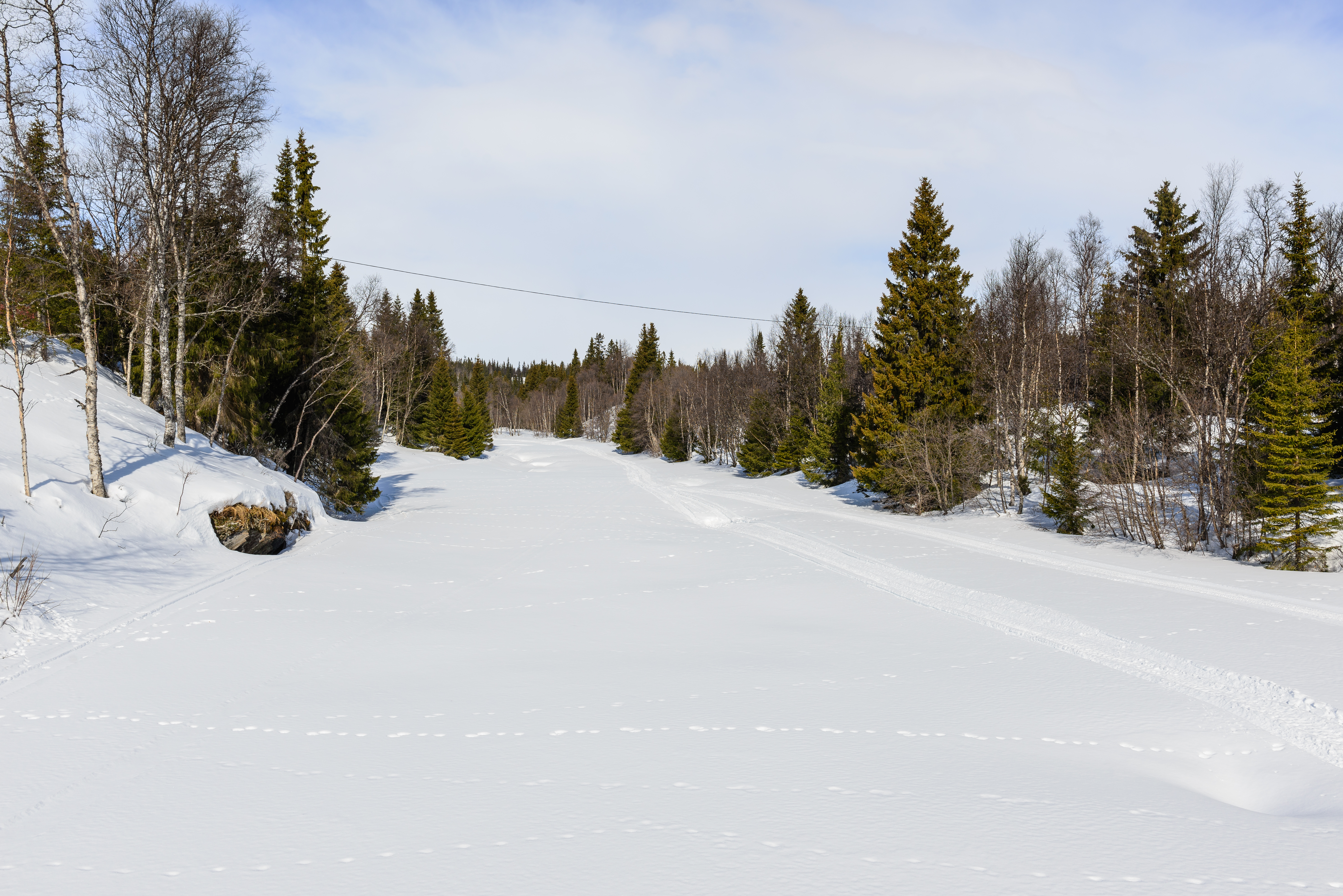
Ljungan täckt med is på vintern.

Siffrorna efter vattendragens namn anger deras totala längd i kilometer. Längder över 2 mil är avrundade till närmaste hel- eller halvmil.
- Jamtmyrån 9
- Jangsälven 11
- Jansabäcken 17
- Jansjönoret 25
- Jarenjåhka 18
- Jarrebäcken 30
- Jerisjoki 40
- Jietajoki 40
- Jonsbergsån 30
- Joranbäcken 20
- Jorälven 17
- Jostojoki 18
- Jovattsån 40
- Jugån 14
- Jukkasjoki 30
- Juksjaurbäcken 21
- Juktån 150
- Jularboån 30
- Juleströmmen
- Jumkilsån 40
- Jungån 35
- Junojoki 50
- Junsterbäcken 14
- Juojoki 20
- Jussanjoki 20
- Juån 30
- Jädraån
- Jällån 12
- Jämnån 32
- Jämtån 22
- Järilån 45
- Järkvisslebäcken 15
- Järperudsälven 30
- Järvbäcken 15
- Järån 30
- Järån 10
- Jättån 25
- Jävreån 30
- Jönsån 10
- Jörlovsälven 20
- Jössbäcken 9
- Kaarejoki 25
- Kaarnesjoki 45
- Kabusaån 17
- Kafjärdsgraven 15
- Kaipabäcken 40
- Kaitumjåhka 20
- Kaitumälven
- Kajtasijoki 14
- Kakubölesån 14
- Kalixälven 460
- Kallbäcken 9
- Kallån
- Kaltisbäcken 20
- Kamajåhkå 50
- Kangosjoki 30
- Kanijåhka 18
- Kannusjoki 12
- Kantsjöbäcken 11
- Karijoki 20
- Karlsbäcken 25
- Karlsforsälven 55
- Karsbäcken 60
- Karvsjöån 7
- Kasenbergsån 15
- Kaskasjåhkå 20
- Kassjöån 20
- Katebrobäcken 15
- Kattebäck 13
- Kattån 35
- Kaunisjoki 70
- Kavleån 20
- Kaxån
- Kedjan 25
- Kelojoki 30
- Kenttäjoki 17
- Keräsjoki 65
- Kesasjoki 20
- Kesjöån 9
- Kesuån
- Kettilsjöån
- Keupån 18
- Kilan 70
- Kilaån 60
- Kilaälven 13
- Kilbergsån
- Kilingaån 30
- Kilisån 50
- Kilsån 10
- Kilån 40
- Kilängsån 8
- Kindsjöån 9
- Kingsån 13
- Kinnbäcken 11
- Kinnvallen 20
- Kirjesån 50
- Kitkiöjoki 20
- Kivijoki 40
- Klappmarkbäcken 17
- Kleveån 13
- Kliarydsån 17
- Klingavälsån 35
- Klingstorpabäcken 18
- Klintboån 14
- Klintforsån 60
- Klockarbäcken 13
- Klockarebäcken 30
- Klockareån 14
- Klockarån 14
- Kloppanån 16
- Klubboån 30
- Klubbån 16
- Klubbälven 30
- Klämmabäcken 20
- Kläppsjöbäcken 25
- Klövån 11
- Knarrbyån 35
- Knipån 25
- Knivstaån 13
- Knivån 20
- Knoälven 40
- Knärån 18
- Knöösinoja 18
- Kolbäcksån 200
- Kolningån 55
- Kolån 14
- Korpikån 40
- Korsträskbäcken 20
- Kortingån 20
- Koutojoki 20
- Krabbebäcken 10
- Kramforsån 25
- Krikinpojanjoki 14
- Krikån
- Krokan 15
- Kroknorsbäcken 14
- Kroksjöån 6
- Kroksån 16
- Krokån 70
- Krusån 20
- Krutån 35
- Krycklan 20
- Krypan 25
- Kråkån
- Kräftbäcken 16
- Kräftån 25
- Kräggan 20
- Kubbobäcken 11
- Kugerbäcken 18
- Kuittasjoki 30
- Kulbäcken 30
- Kulijoki 20
- Kullaån 10
- Kultran 20
- Kumla älv 11
- Kumlaån 25
- Kumsjöån
- Kungsbackaån 40
- Kungsbäcken 25
- Kungsvekaån 8
- Kunttjärnsälven 16
- Kuobmujåhkå 16
- Kuolpanjåhka 25
- Kuoperjåhkå 10
- Kuoujajåhkå 17
- Kurusjoki 16
- Kusabäcken 14
- Kusån 25
- Kutsasjoki 40
- Kvarnbäcken[förtydliga] 15
- Kvarntorpsån 40
- Kvarnån 20
- Kvarnån 10
- Kvarnån 30
- Kvarnälven 9
- Kvarseboån 8
- Kvesarumsån 17
- Kvällån 45
- Kyllingsån 20
- Kyndelsbäcken 12
- Kyrkån 15
- Kågeälven 95
- Kålabodaån 30
- Kårsajåhka 20
- Kårån 25
- Kåtokjåhkå 20
- Kåtån 25
- Kägleån 20
- Kälkån 20
- Kälvån 20
- Kälån 20
- Kämpegårdsån 12
- Kärentöjoki 20
- Kärrån 18
- Kävlingeån 100
- Käymäjoki 30
- Kääntöjoki 20
- Köarån 11
- Kölan 18
- Köljeån 15
- Kölsjöån[förtydliga] 40
- Kölstaån 35
- Könserumsån 20
- Köpingsån 40
- Lilla Stensån 14
- Ladtjojåhka 35
- Laduån 10
- Lafsan 50
- Lagan 230
- Laggarboån 30
- Laggälven 20
- Lagnäsån 40
- Lahnajoki 30
- Lainioälven 260
- Laisbäcken 20
- Laisälven 190
- Lakabäcken 35
- Lakavattsån 30
- Lankälven 20
- Lannaån 25
- Lanån 13
- Lappbäcken 20
- Larsboån 25
- Latikbäcken 15
- Lavabäcken 20
- Lavasån 12
- Lavsjöån 30
- Laxbäcken 30
- Laxsjöån 9
- Laxöringsbäcken 12
- Laån 25
- Ledingsån 45
- Leduån 60
- Ledvassbäcken 20
- Leipapbäcken 14
- Leipiöjoki 25
- Leipojoki 20
- Lejarälven 30
- Lejstaån 25
- Lekarebäcken 10
- Lekarydsån 35
- Lekarån 20
- Lekhytteån 12
- Leksbäcken 12
- Lemman 40
- Lerbodaälven 17
- Lerbäcken 12
- Lermejåhkå 25
- Lerumsån 30
- Lerälven 20
- Lesseboån 35
- Lessujoki 20
- Lettan 25
- Letälven
- Levarbäcken 14
- Lianeälven
- Lidan 90
- Lidenån 9
- Lidhultsån 20
- Likan 25
- Lill-Fjätan 30
- Lill-Härjån 30
- Lill-Lungnan 20
- Lilla Helge å 25
- Lilla Luleälven 240
- Lillpiteälven 85
- Lillån, Örebro (vattendrag)
- Lillälven (Dalarna) 2
- Lillälven (Värmland) 140
- Limån 20
- Linan 20
- Linaälven
- Linkkabäcken 40
- Linneforsån 30
- Linån 19
- Lissmaån 11
- Listerbyån 35
- Littran 25
- Liviöjoki 30
- Ljungan 400
- Ljungaån 25
- Ljungbyån 75
- Ljungån 60
- Ljusnan 440
- Ljusterån 25
- Ljustorpsån 70
- Ljusträskbäcken 30
- Lobbersjöån 12
- Lockringsån 50
- Lockstaån 40
- Lofsen 80
- Loftaån 40
- Lolokbäcken 18
- Lombäcken 30
- Lompolojoki 20
- Lomsjöån 15
- Lomån 13
- Lorbybäcken 20
- Lotorpsån 60
- Lovisebergsälven 25
- Loån 50
- Lugnbäcken 14
- Lugnån 20
- Luleälven 460
- Lummån 18
- Lumpån 30
- Lundaboån 15
- Lundsbergsälven 14
- Lunen 35
- Lungsjöån 20
- Lungälven 40
- Lunndörrsån 25
- Luongasjoki 35
- Luossajoki 20
- Lustbäcken 14
- Lustån 55
- Luvkullvattenån 17
- Lyan 20
- Lyckebyån 110
- Lycksabäcken 70
- Lysan 15
- Lysjöån 11
- Låddan 20
- Låddejåhkå 35
- Lågsjöån 14
- Låkkejåhkå 30
- Lånan 18
- Långan 135
- Långbäcken 20
- Långshytteån 50
- Långsjöån 25
- Långsån 20
- Långträskån 40
- Långträskälven 60
- Långvattsbäcken 30
- Långvattsån 12
- Långån 11
- Låsån 11
- Lädsån 19
- Lägstaån 40
- Länsterån 25
- Länsöån 17
- Lärjeån 30
- Lästringeån 11
- Lätäseno 100
- Lödran 17
- Löftaån 30
- Lögdeälven 200
- Löjhamnsån 5
- Lömman 10
- Lömån 17
- Lörbäcken 20
- Lötån 9
- Lötälven 16
- Lövan 30
- Lövboån 11
- Lövseleån 9
- Lövsjöälven 9
- Lövstaån 20
- Lövån 16